# Боровой (Алтайский край)
Боровой — посёлок в Бийском районе Алтайского края. Основан в 1970 г. Население — 551 чел. Расположен в 135 км южнее Барнаула, имеет общую границу с г. Бийском.

## История
Посёлок Боровой и его окрестности богаты археологическими и палеонтологическими памятниками и находками, большая часть которых была сделана специалистами, однако значительных размеров окаменелости были обнаружены любителями и рыбаками.
Территория посёлка была заселена ещё в доисторические времена (эпоха неолита). Археологическими экспедициями обнаружены стоянки первобытного человека, скифские могильники, принадлежащие уже более позднему времени. Многочисленность исторических артефактов делает данную местность уникальной.
Вдоль террасы реки Бии, возле уреза воды, были найдены многочисленные останки представителей плейстоценовой и голоценовой фауны (шерстистый мамонт (Mammuthus primigenius), шерстистый носорог (Coelodonta antiquitatis), первобытный дикий бык (тур) (Bos primigenius), зубр (Bison bonasus), большерогий олень (Megaloceros giganteus), саблезубые кошки (Machairodus) и т. д.). Наиболее частые находки сделаны в местах, где воды реки подмывают глинистый берег, обнажая окаменелости. В более высоких частях склона террасы реки Бии можно обнаружить ископаемые корневые системы растений и раковины моллюсков.
Изучение более древних окаменелостей невозможно в связи с особенностями геологического строения территории.
Заселение территории посёлка на современном этапе начало осуществляться в XX веке. Статус посёлка был присвоен в 1970 году.

## Население
| 1997 | 1998 | 1999 | 2000 | 2001 | 2002 |
| ---- | ---- | ---- | ---- | ---- | ---- |
| 469  | ↗498 | ↘490 | ↗503 | ↗519 | ↘491 |
| 2003 | 2004 | 2005 | 2006 | 2007 | 2008 |
| ↗518 | ↘508 | ↗520 | ↗552 | ↘542 | ↗551 |
| 2009 | 2010 | 2011 | 2012 | 2013 |      |
| ↗553 | ↘550 | ↘549 | ↗550 | ↗551 |      |

## География

### Геологическое строение
Территория посёлка Боровой расположена на мощном чехле из осадочных пород, поверх Сибирской континентальной плиты. V-я, самая высокая терраса реки Бии, здесь вплотную подходит к самой реке (на большей части своей протяженности терраса располагается на удалении от водотока). Высота террасы составляет порядка 45-50 метров. V-я терраса реки Бии является самым значительным геологическим образованием на территории г. Бийска и его окрестностей. Нижняя часть склона террасы сформирована водоупорными пластами различных глин. Здесь много родников и источников из третичных водоносных горизонтов. Средняя и верхняя части террасы сложены лёссовидными суглинками, желтыми и красными песчаниками.

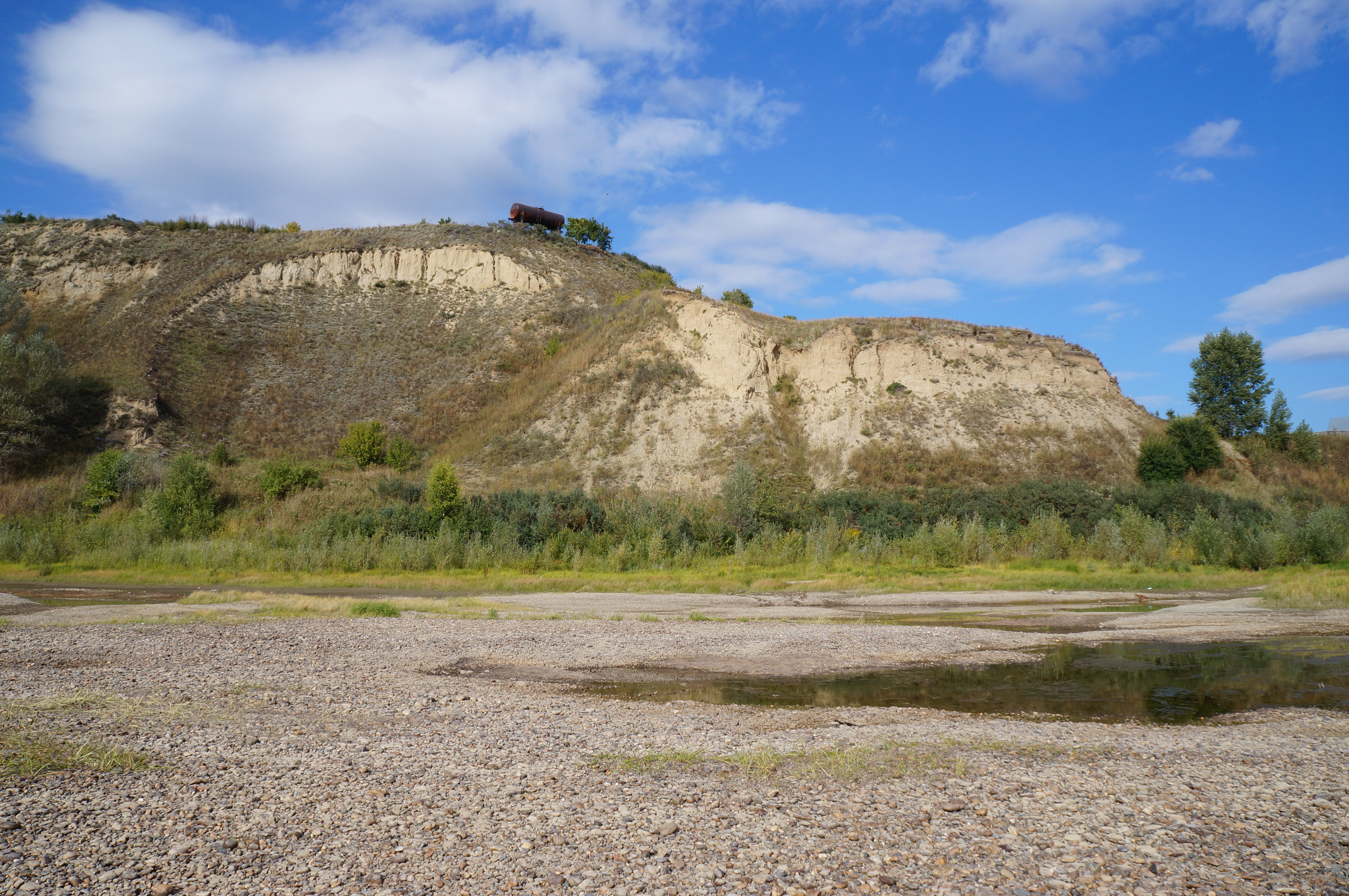
V-я терраса реки Бии
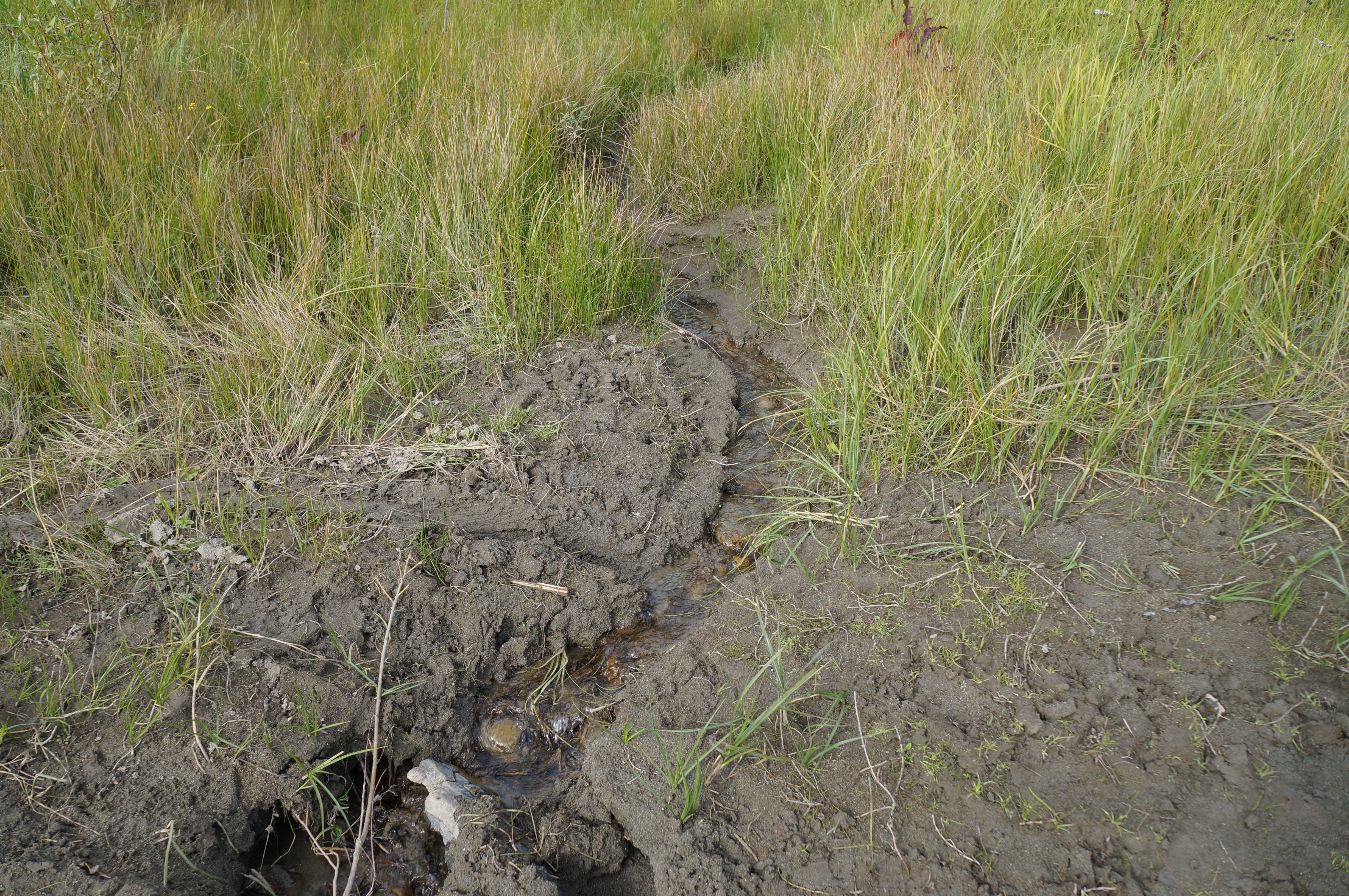
Источник, впадающий в реку
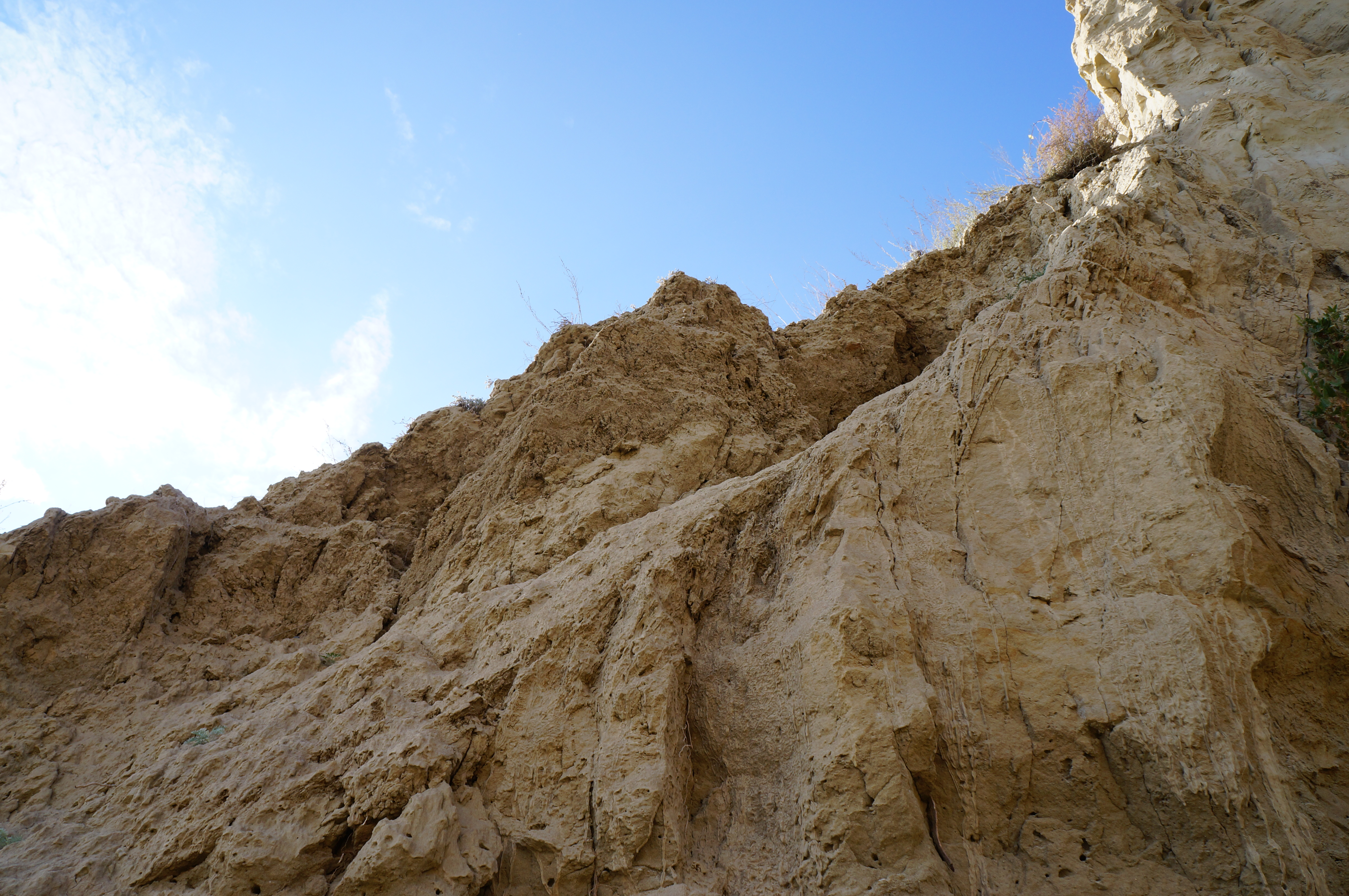
Лёссовидный суглинок
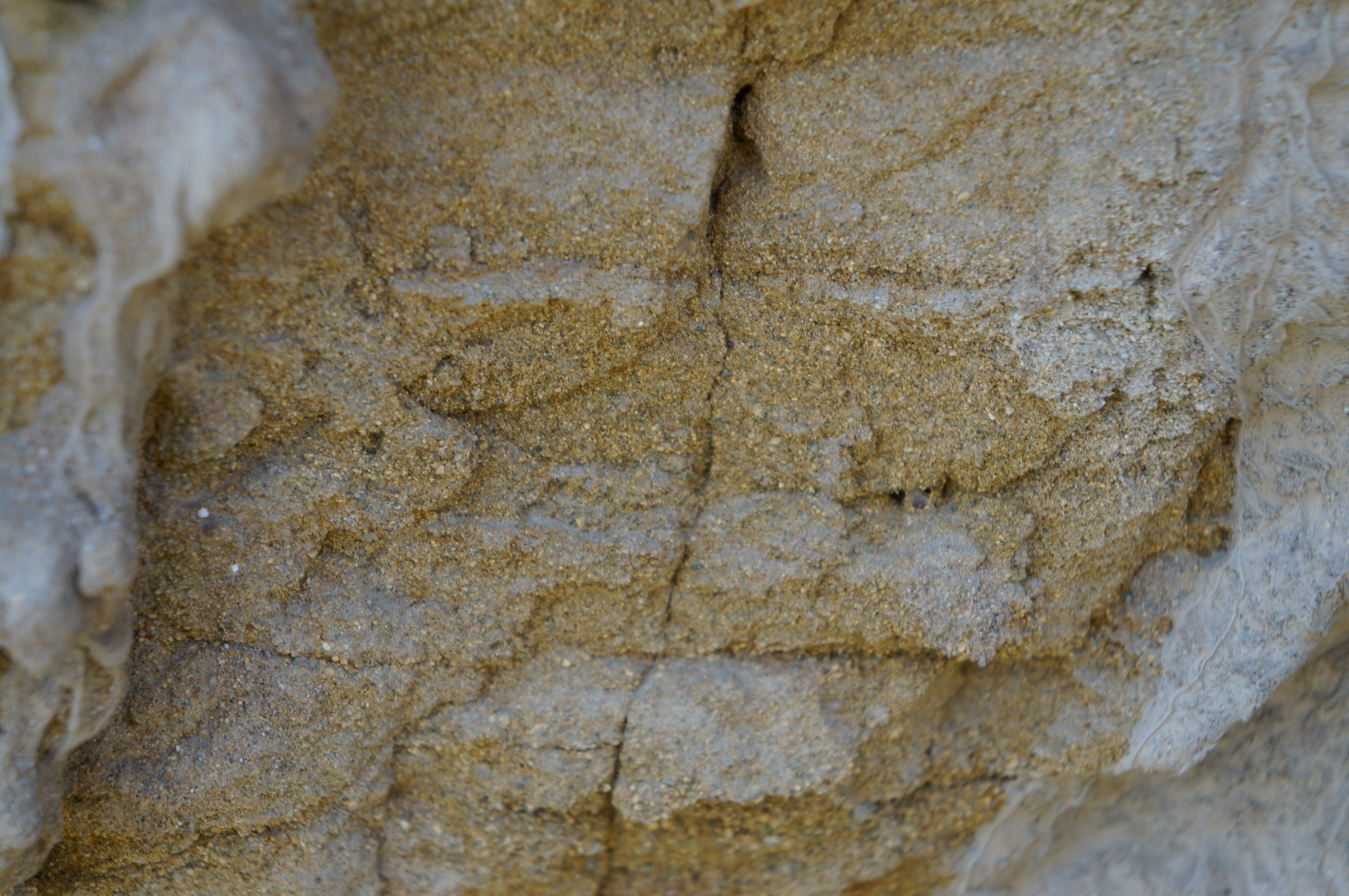
Жёлтый песчаник
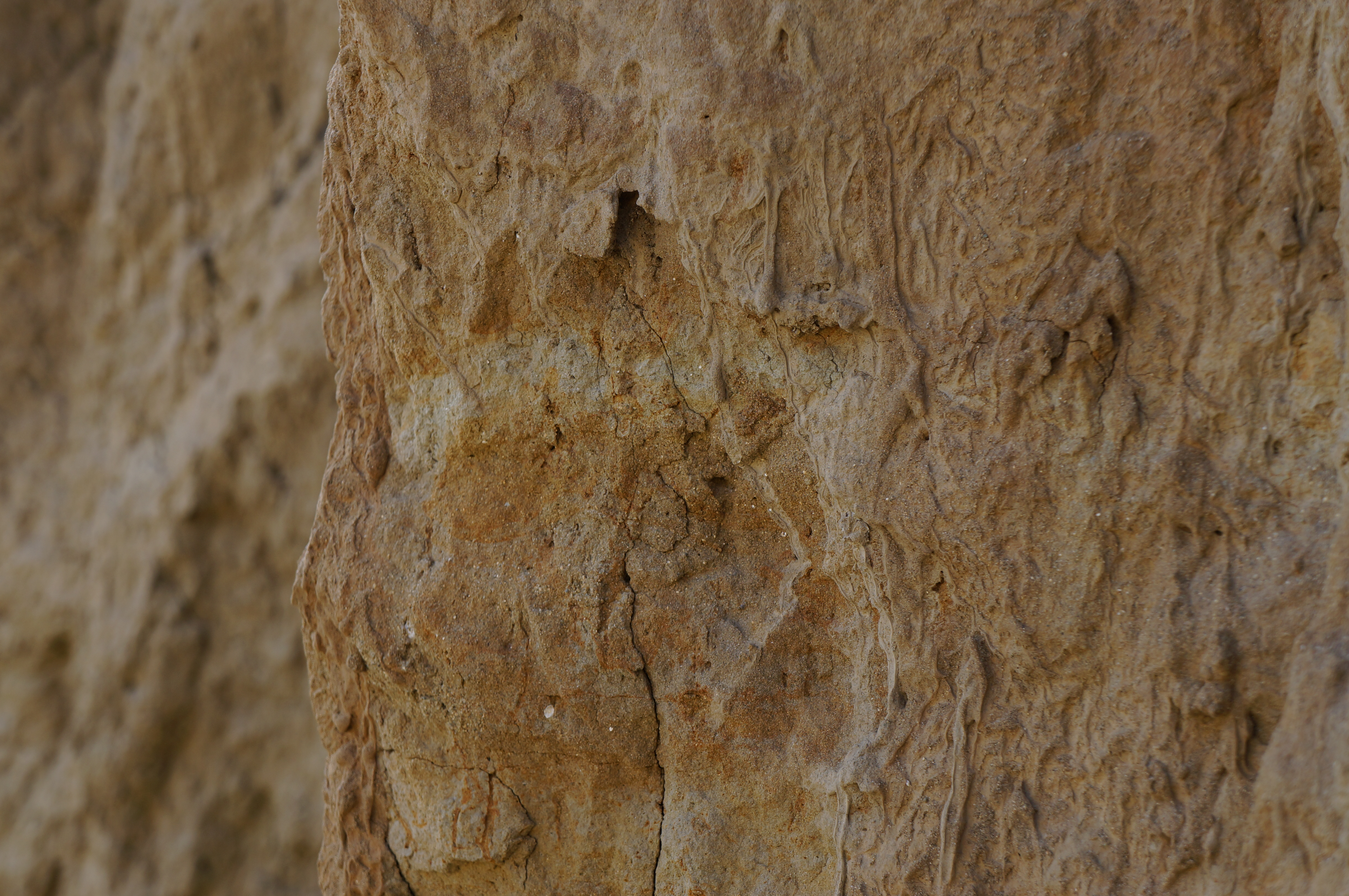
Красный песчаник
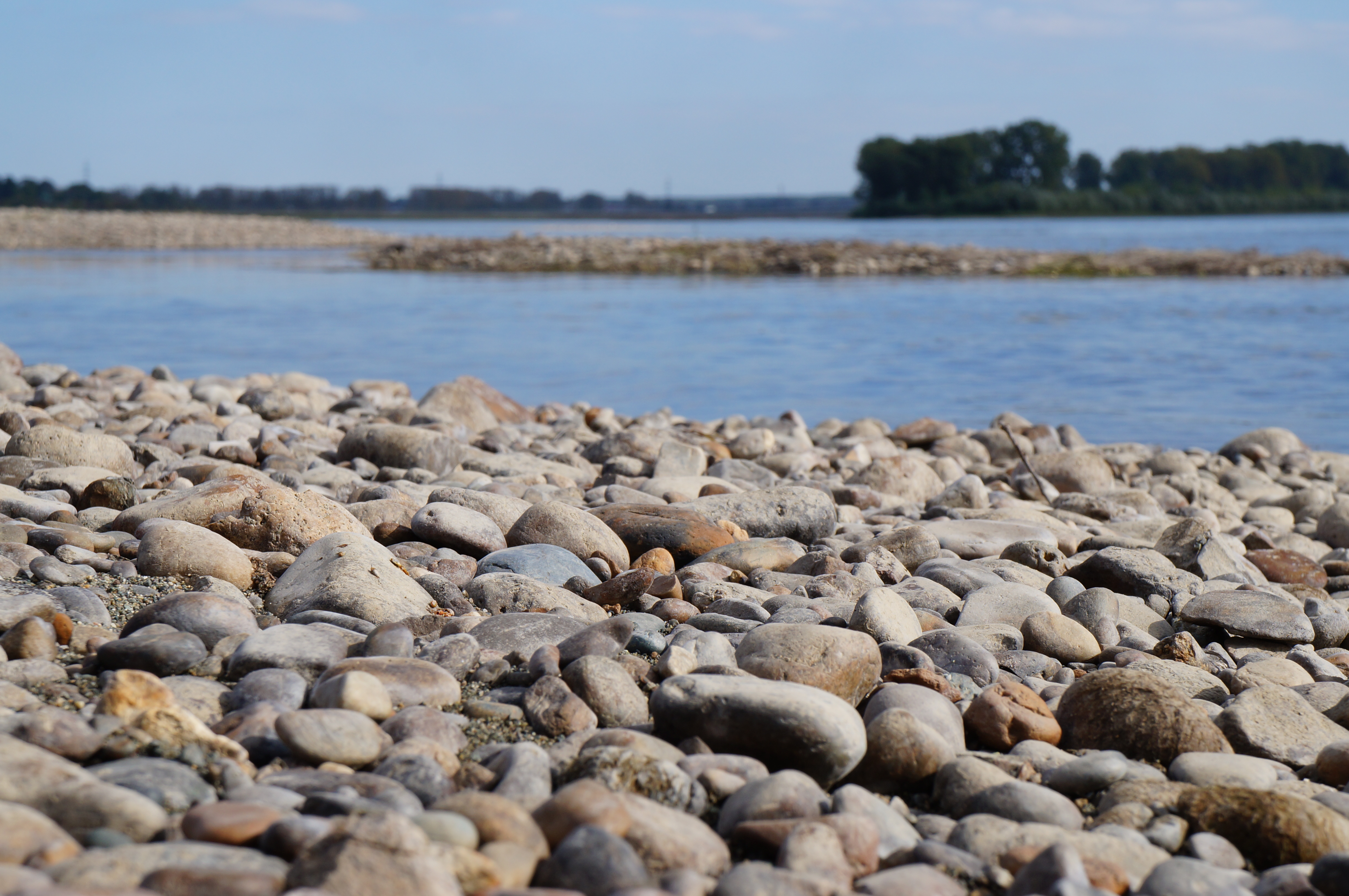
Каменистый пляж реки Бия

Пляжи реки Бия здесь преимущественно песчаные, но часто перемежающиеся каменистыми.
Возраст террасы оценивается приблизительно в 236 000 лет (палеоцен). На большей части своего течения река Бия изменила своё русло и оказалась на значительном удалении от террасы, но здесь, в Боровом, она располагается у самого её подножия. На разных уровнях террасы могут встречаться прослойки камней с песком разной мощности (аллювиальные отложения). Осадочные породы четвертичного периода повсеместно скрывают более древние отложения.

### Рельеф
Общий характер рельефа равнинный (относительно плоские участки располагаются на уступах террасы на разной высоте). Вся терраса густо изрезана оврагами и балками значительных размеров (100—120 метров длина, 40-50 метров ширина). Местные жители часто называют эти овраги каньонами (из-за визуального сходства, больших размеров и небольшого водотока, протекающего по самому дну оврага). Высота над уровнем моря изменяется от 175 до 220 метров. Под действием потоков талой и дождевой воды, источников, глубина оврагов увеличивается с каждым годом. В период интенсивных осадков нередки сходы небольших оползней.

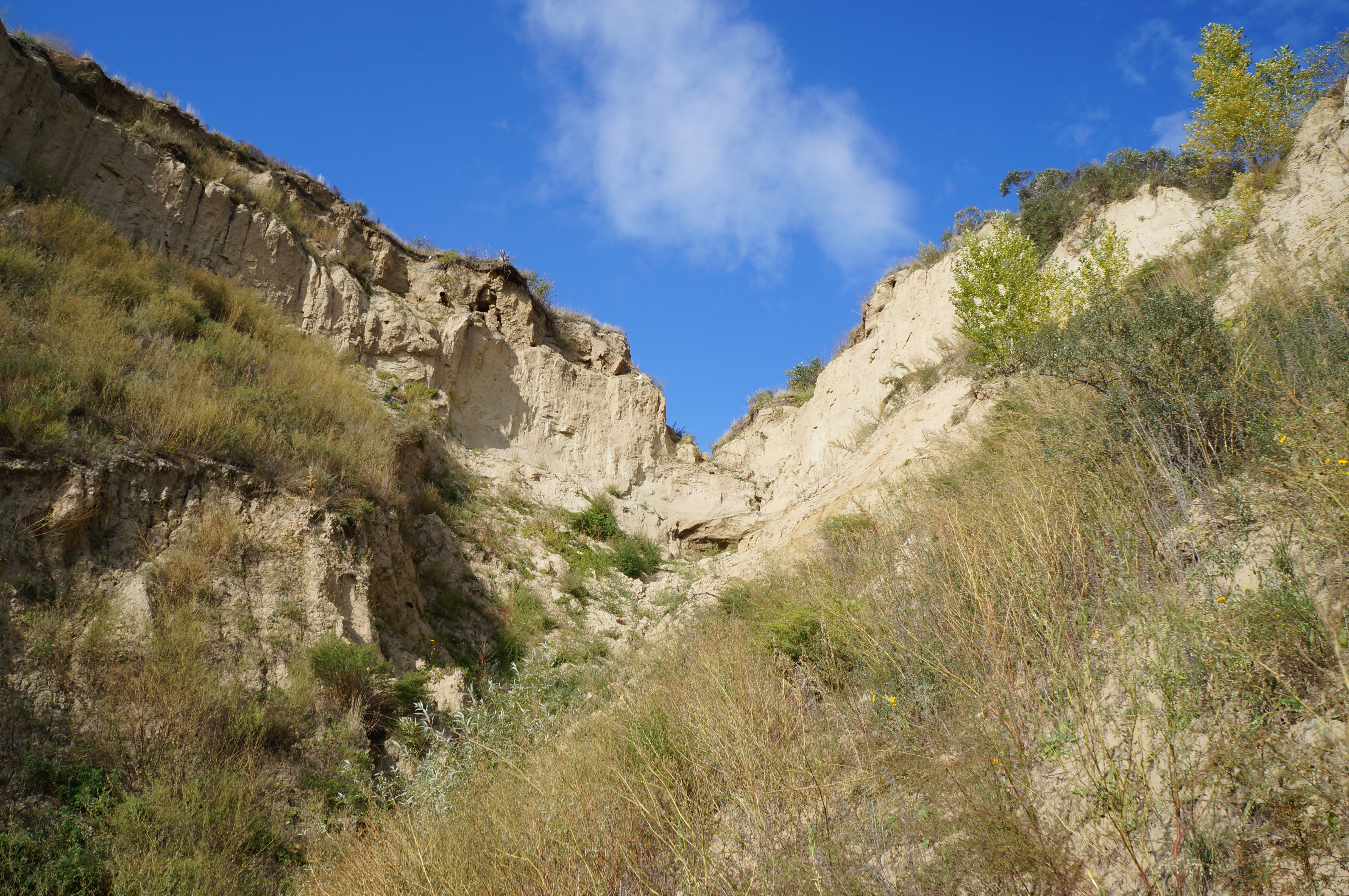
«Большой каньон» в посёлке Боровой
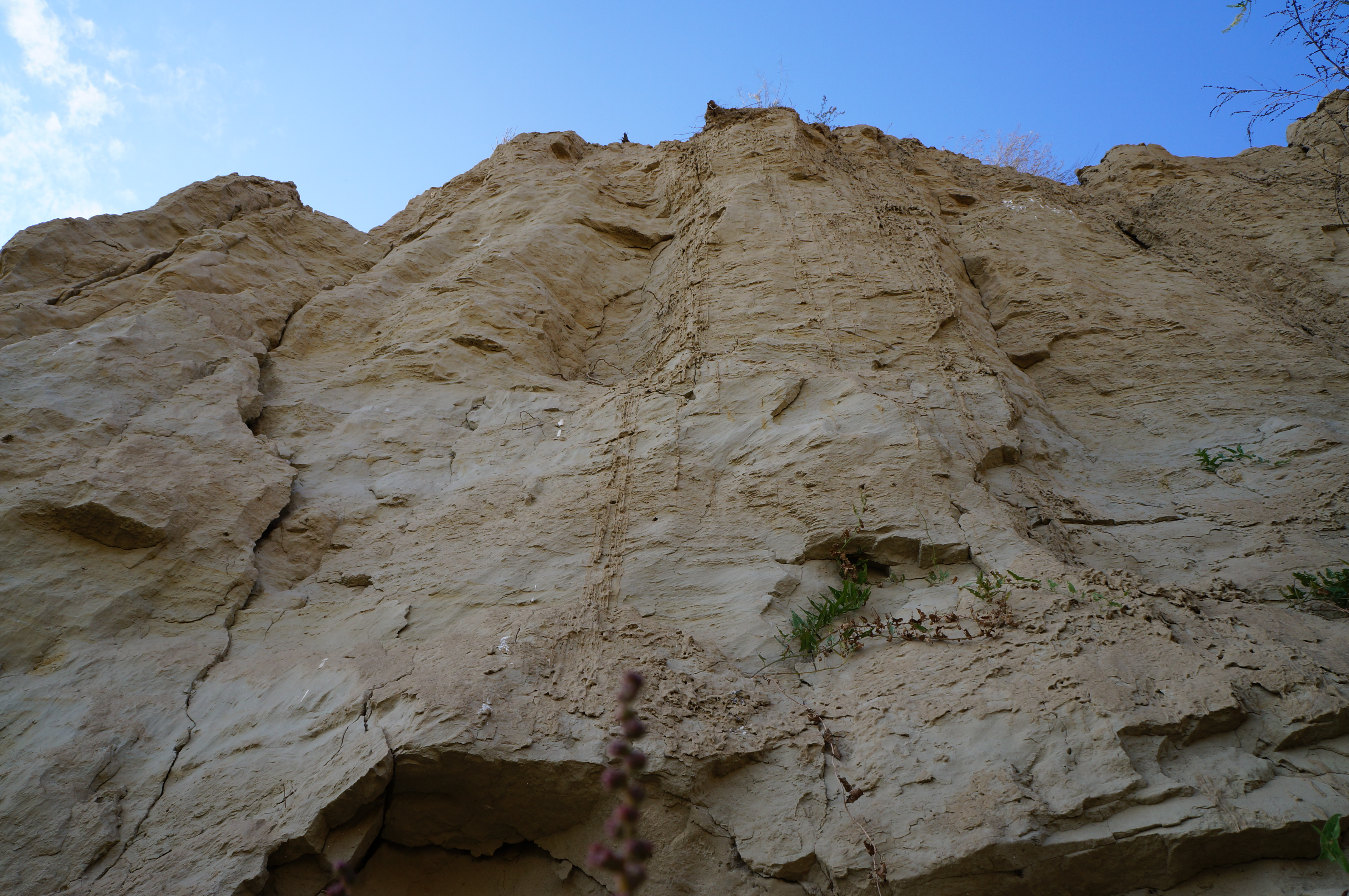
Обрывистый склон в «Большом каньоне». Посёлок Боровой
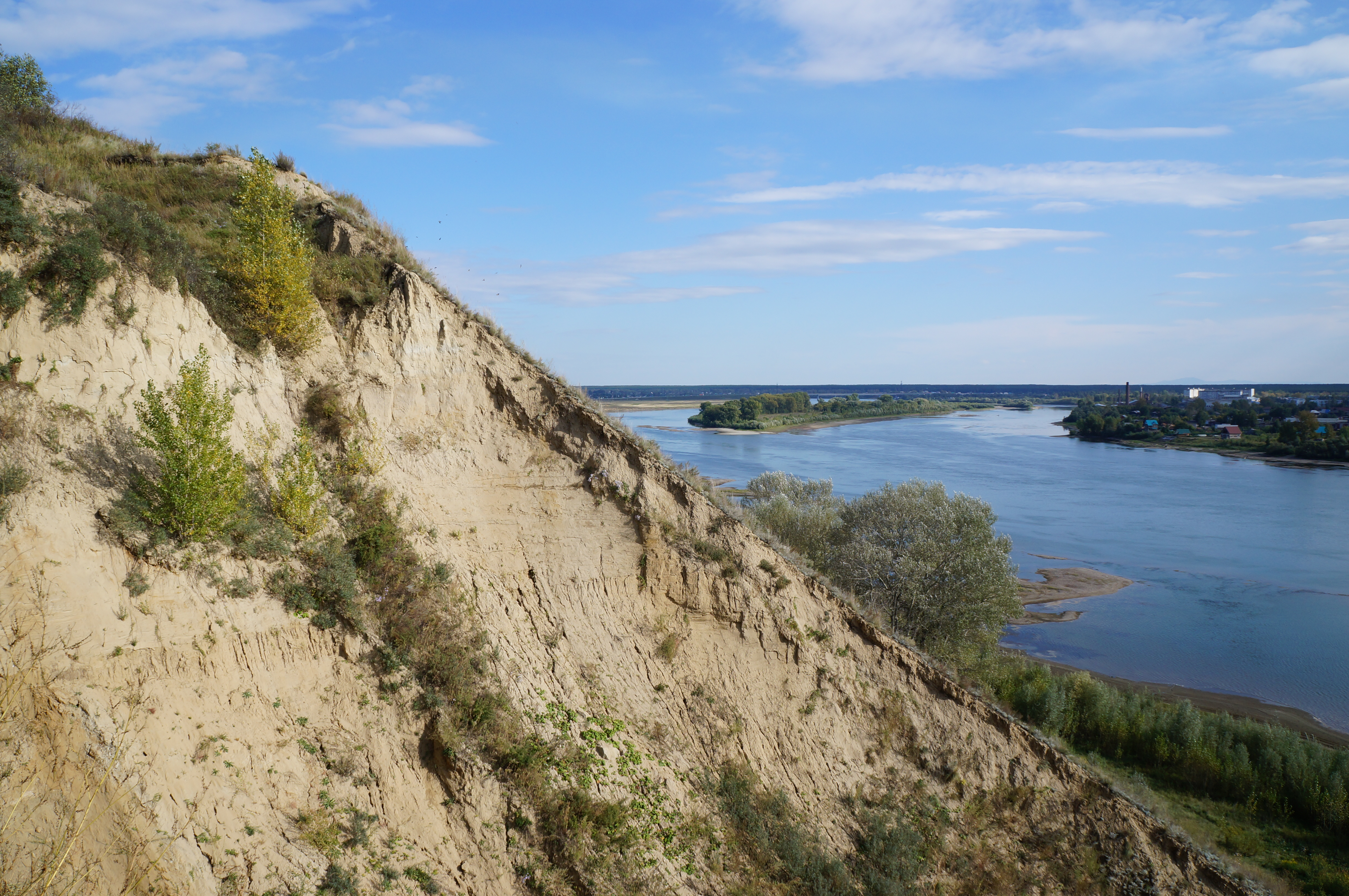
Вид из Большого каньона на реку и остров Малиновый
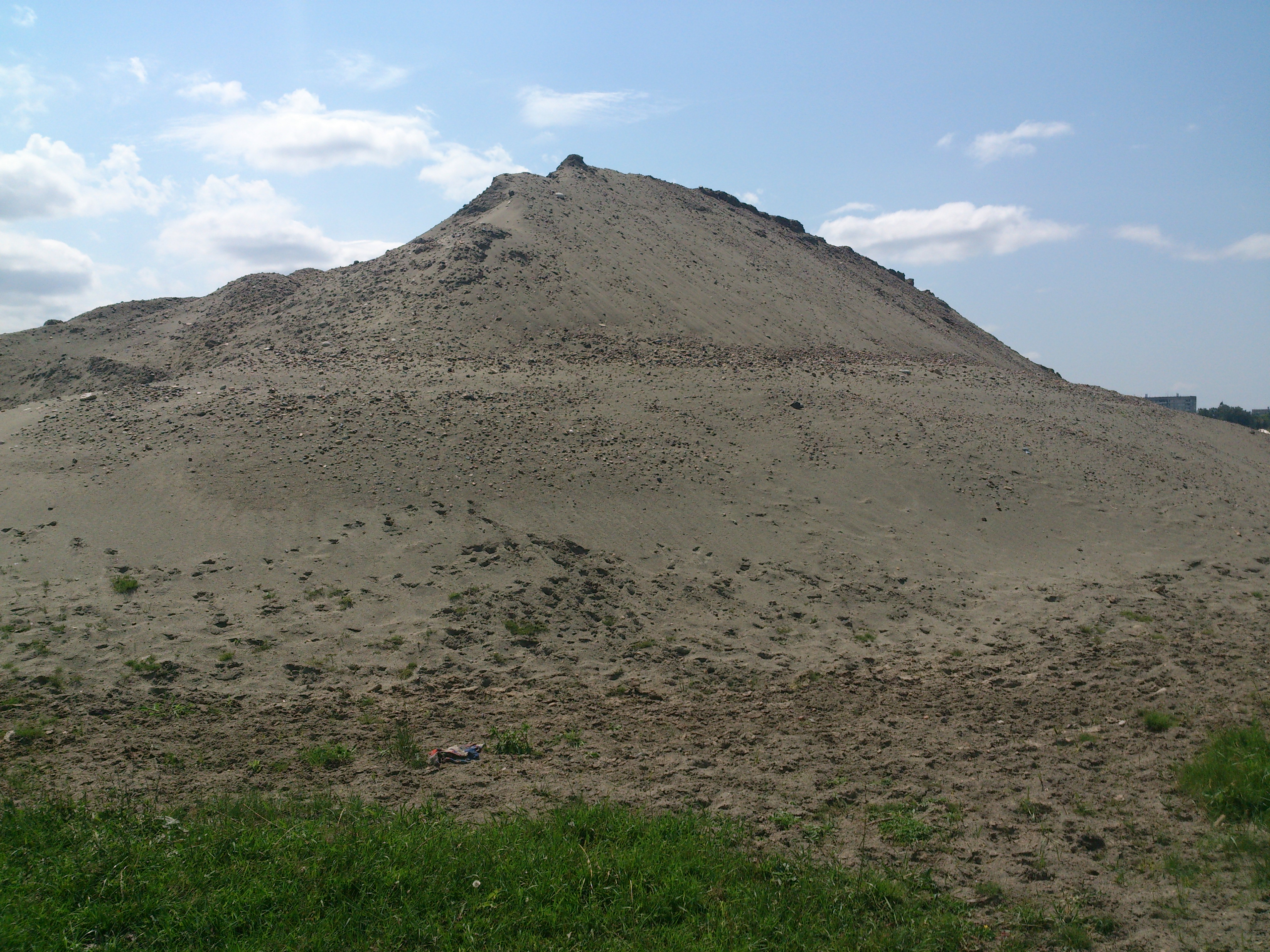
Песчаный холм

### Гидрология
Главная река протекающая в посёлке Боровой — река Бия. Вдоль побережья многочисленны родники, впадающие в небольшие речные заливы. В описываемом месте река делает крутой поворот, что создает участки, с плохо перемешиваемой водой. В период весеннего половодья река выходит из берегов и затапливает береговую зону и обширный пойменный луг, расположенный в окрестностях посёлка. На территории луга располагается неглубокий канал искусственного происхождения. Также в окрестностях Борового находится озеро Дикое (старица).

### Климат
Климат резко континентальный, что обусловлено удаленностью территории от морей и океанов. Макроклиматические условия идентичны бийским. Микроклиматические особенности объясняются особенностями материнской породы и почвенного покрова, подстилающей поверхностью, а также неоднородностью рельефа. Так, например, в верхних частях склона террасы, растительность крайне скудна и суглинки и песчаники сильно раскаляются на солнце, что влечет за собой повышение температуры воздуха в оврагах.

## Фауна

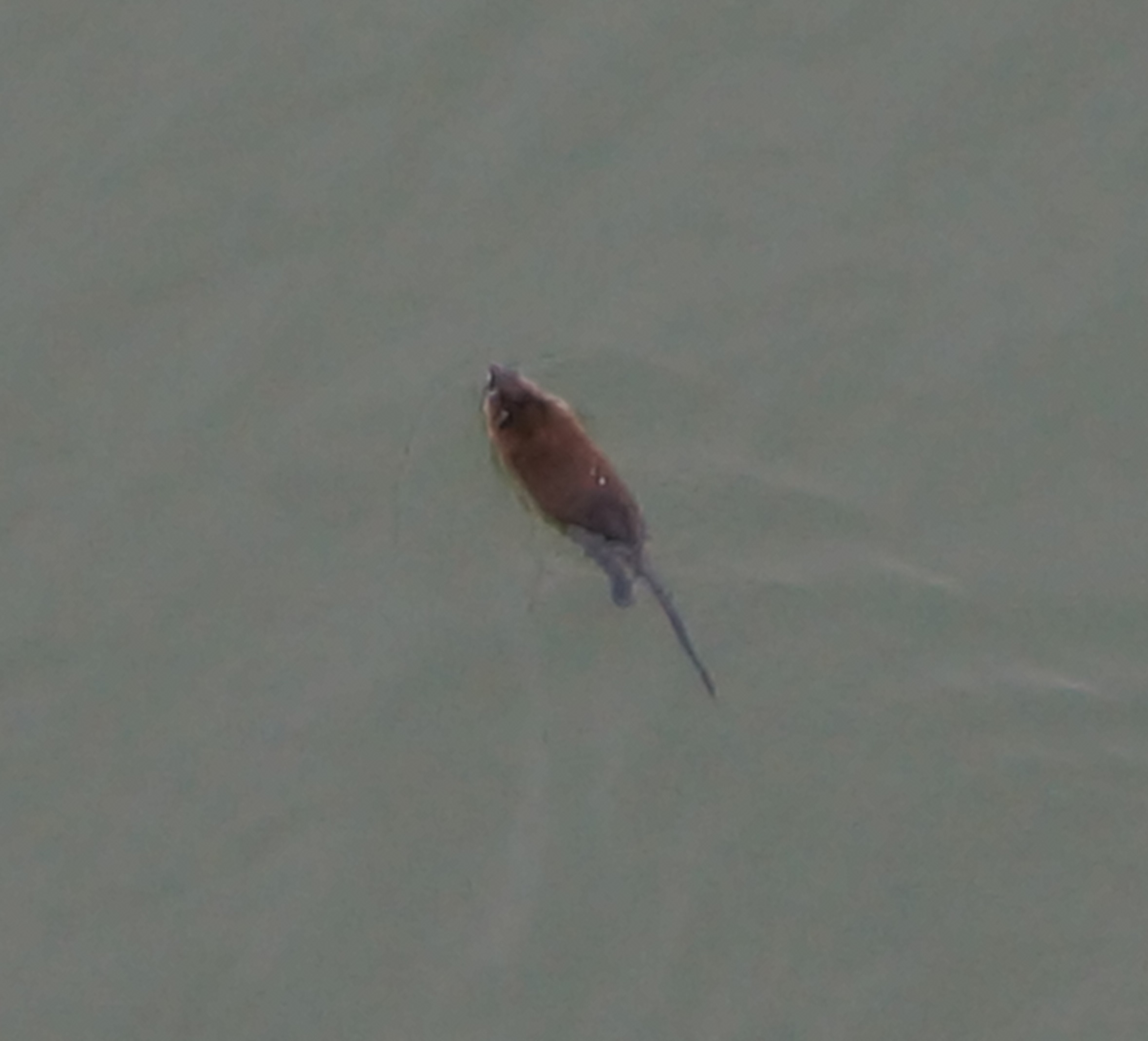
Ондатра
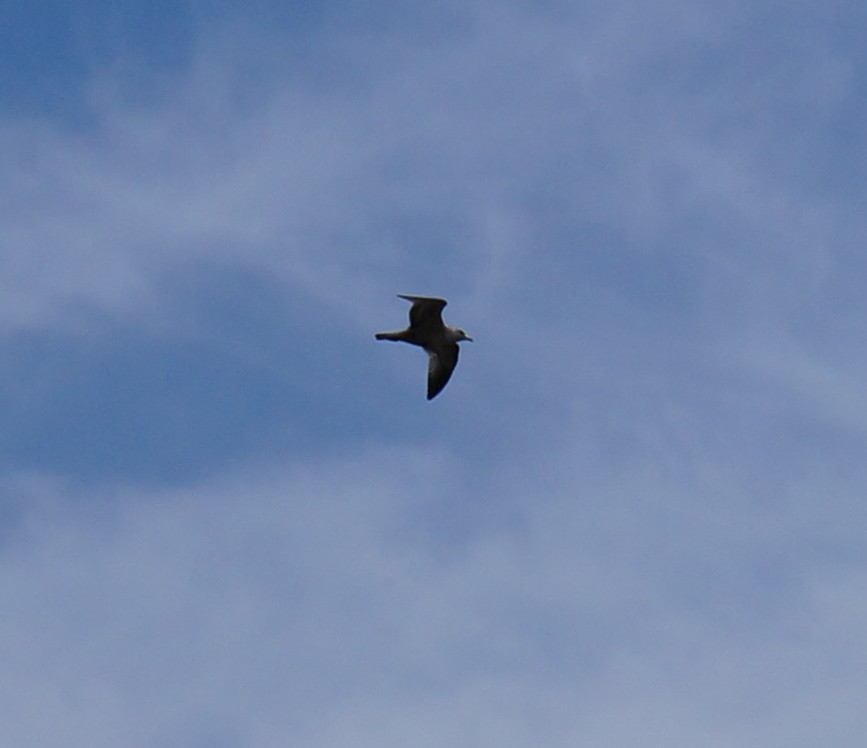
Кулик
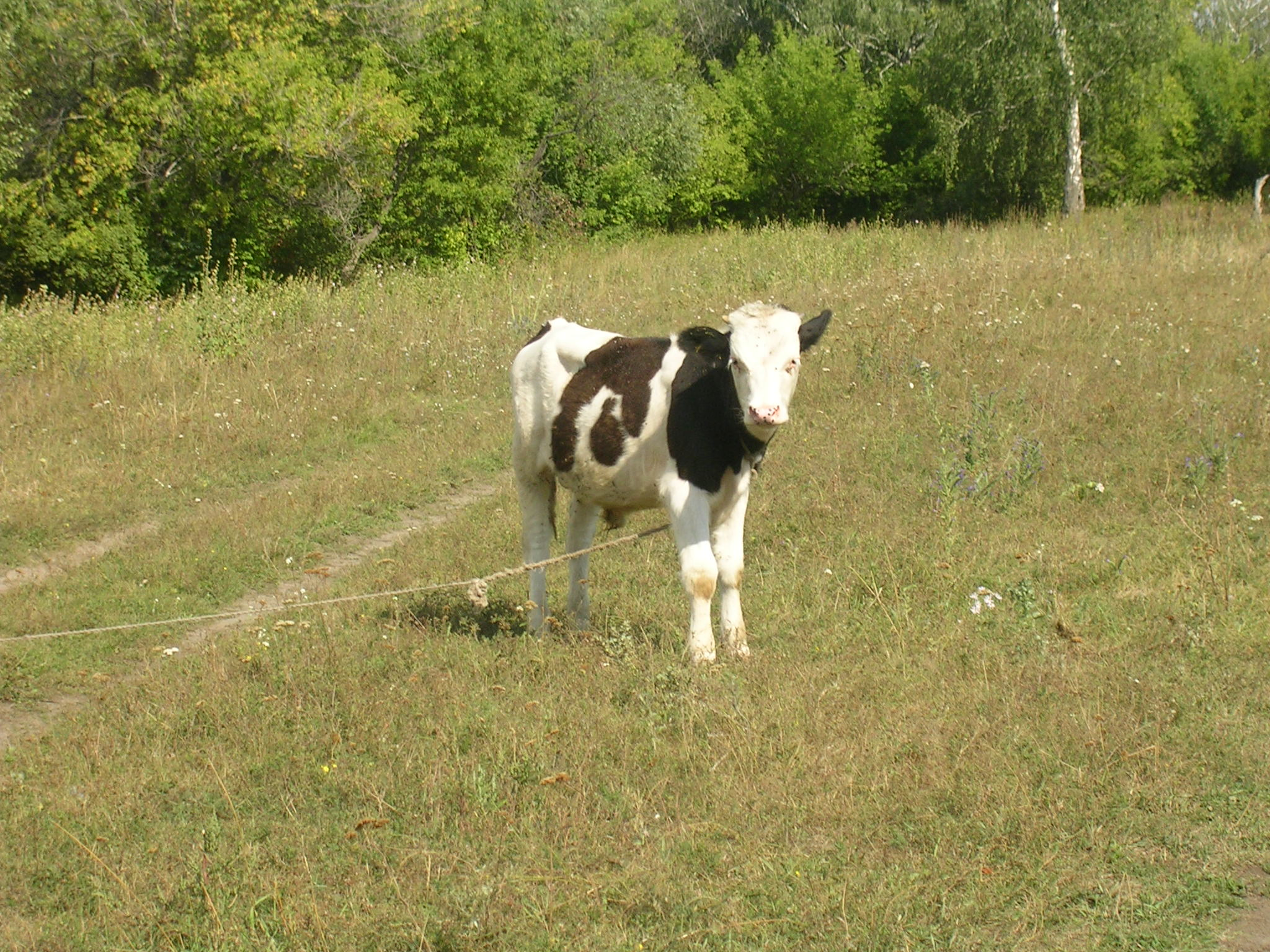
Теленок
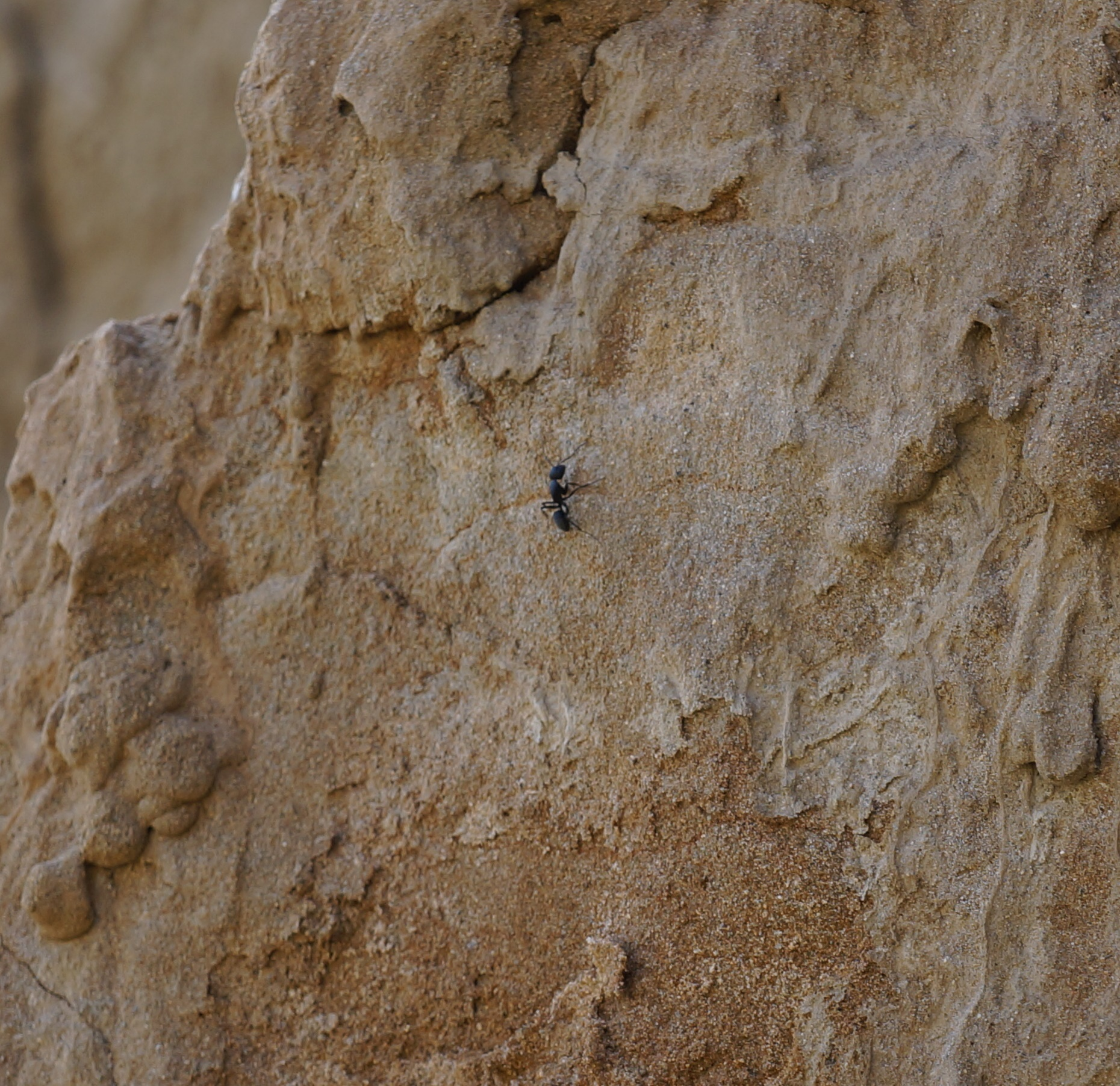
Муравей на песчанике
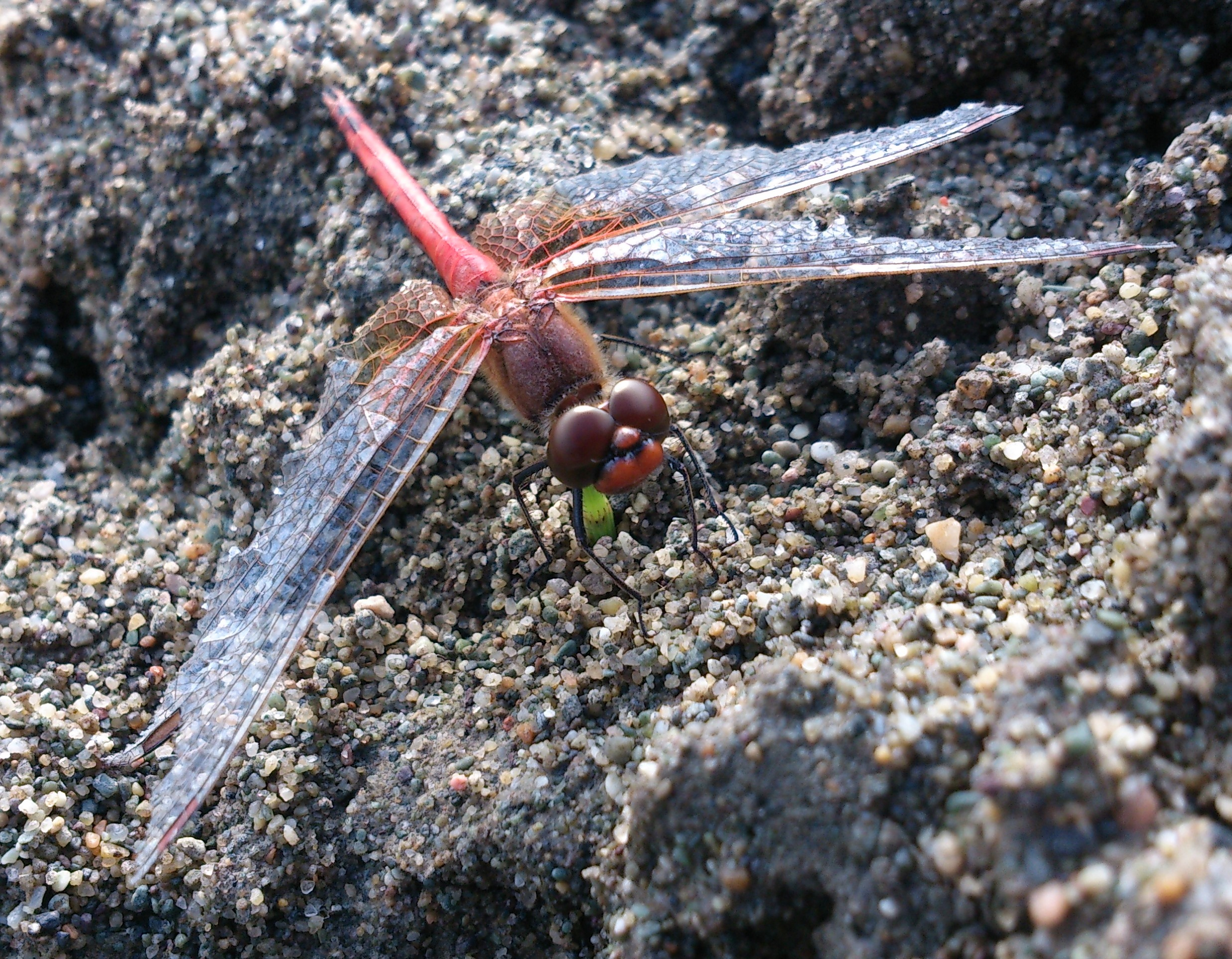
Стрекоза на пляже
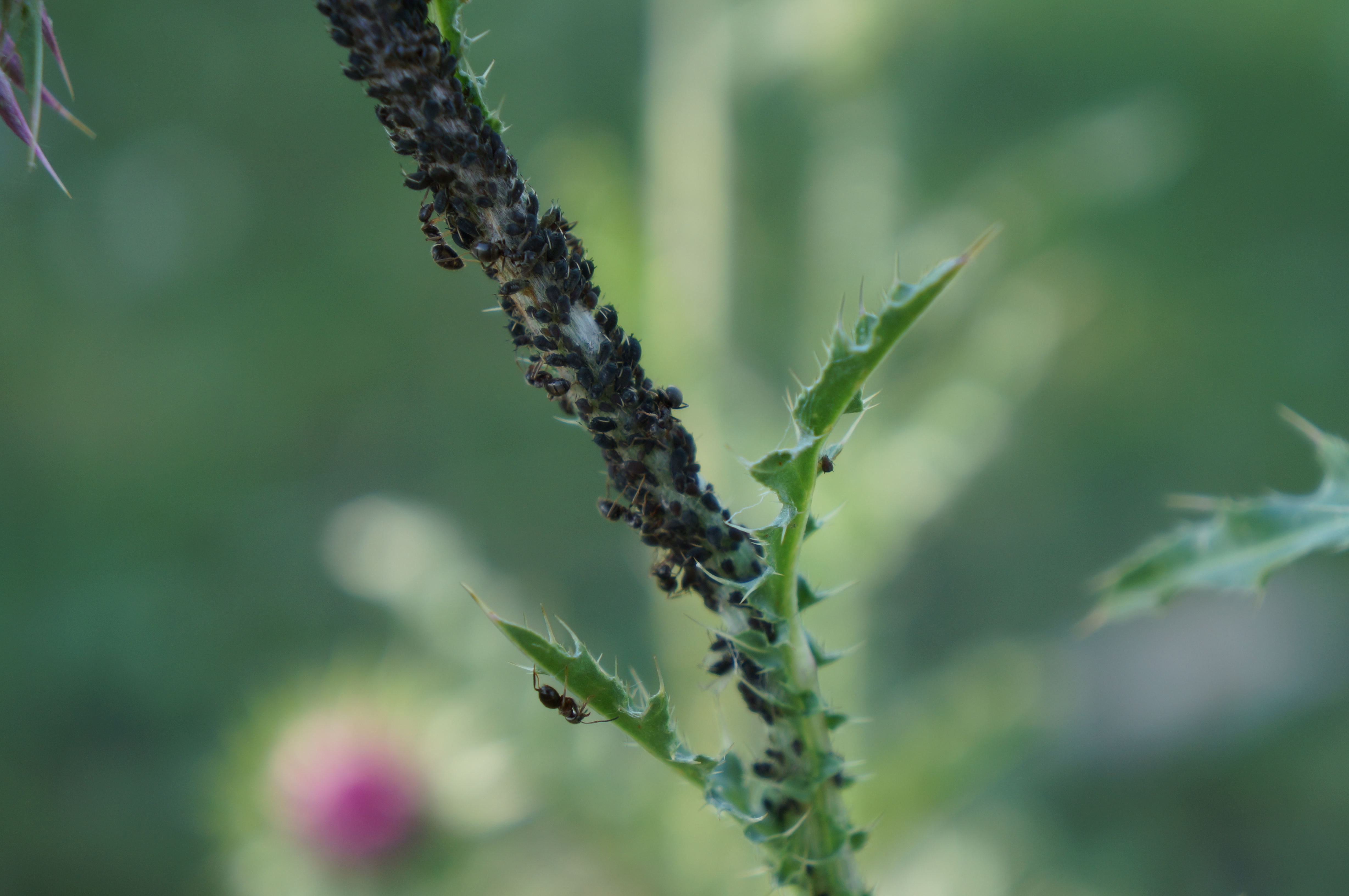
Тля

## Фото

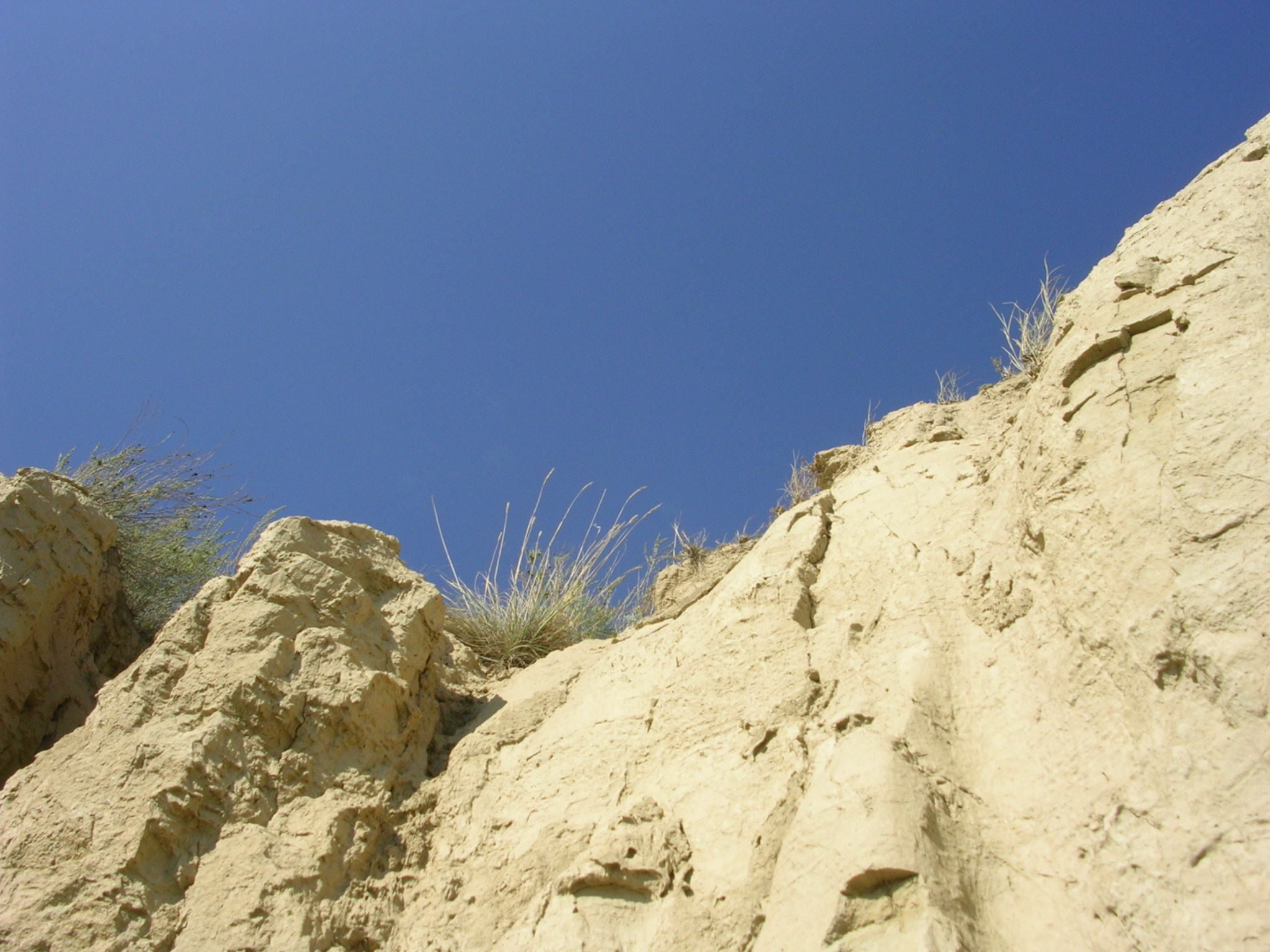
Обрыв в овраге (посёлок Боровой)
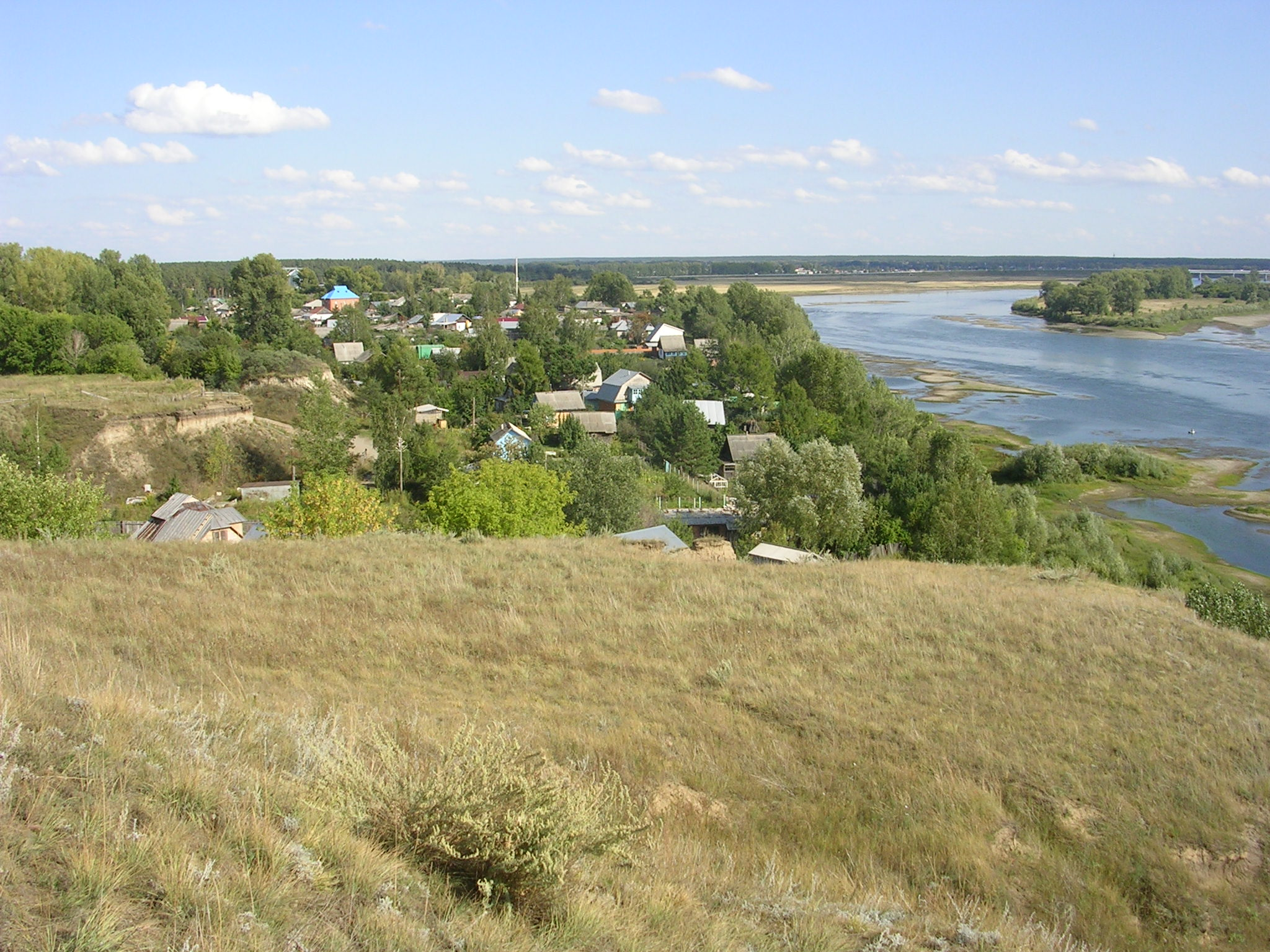
Вид на посёлок Боровой с террасы реки Бии
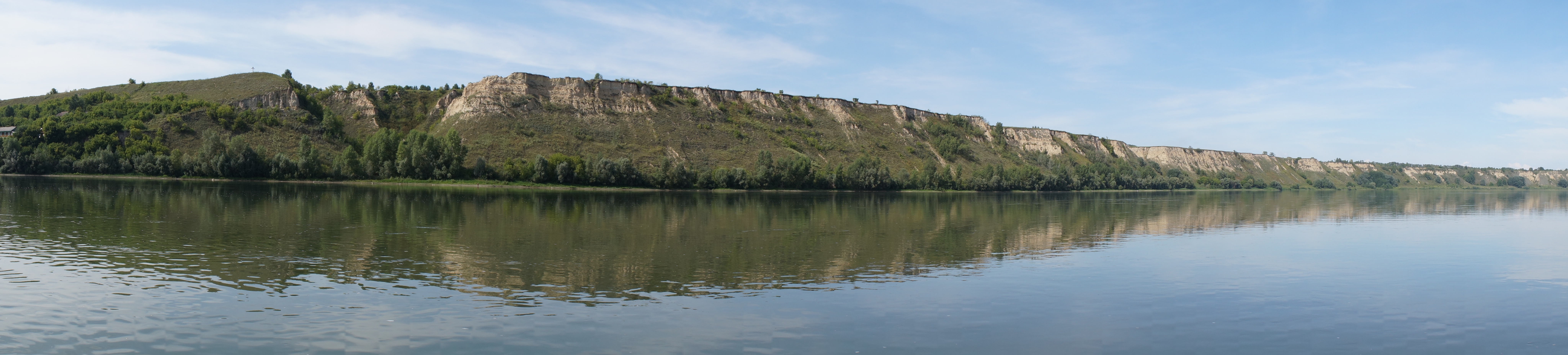
Панорамный вид на V-ю террасу реки Бия в районе посёлка Боровой
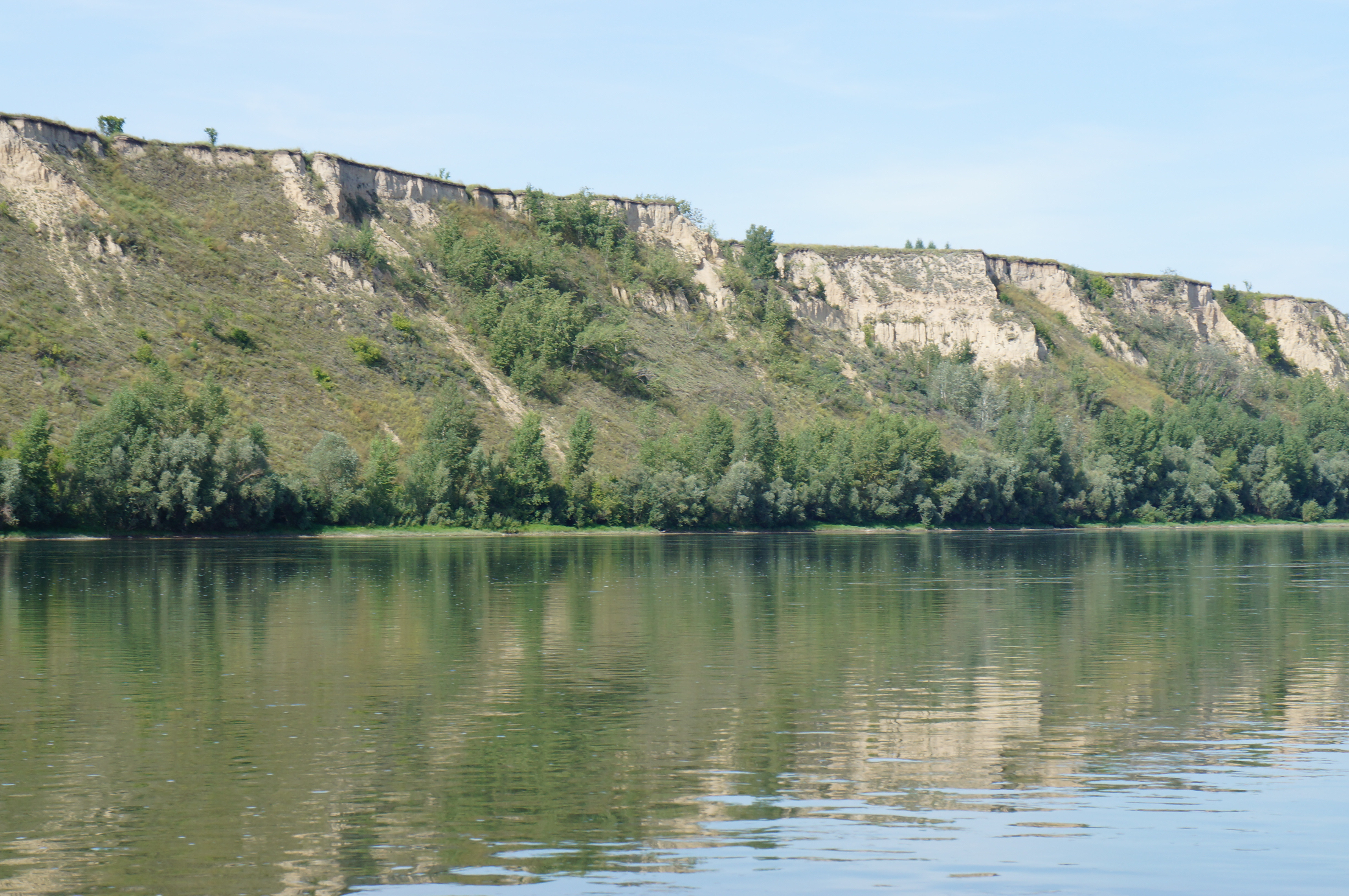
Склон V-й террасы реки Бия в районе посёлка Боровой